# HTML-szerkesztő programok listája

## WYSIWYG (What You See Is What You Get) szerkesztők
- Adobe Dreamweaver
- AOLpress
- Adobe GoLive
- Adobe PageMill
- Amaya
- Antenna Web Design Studio
- Aptana
- ASP.NET Web Matrix
- Blockstar
- CuteSITE Builder
- Websmartz Flash Website Builder
- HTML TableFactory
- Homestead SiteBuilder
- Macromedia Dreamweaver
- Microsoft FrontPage
- Microsoft SharePoint Designer
- Microsoft Visual Studio
- Mozilla Composer
- Namo WebEditor
- NetObjects Fusion
- Netscape Composer
- Nvu
- Quanta Plus
- Siteaid
- Softpress Freeway
- Trellix Web

## Szöveges szerkesztők (Text editors)
Lásd még: Szövegszerkesztők listája
- 1st Page 2000
- AceHTML
- Alleycode HTML Editor
- Arachnophilia
- BBEdit
- BDV Notepad
- Bluefish
- CuteHTML
- EditPlus
- EMacs
- HotHTML
- HTML-Kit
- Editor2Web (Html-Mankó)
- HTMLPad
- jEdit
- Macromedia HomeSite
- Metapad
- Notepad
- Notepad++
- Professional Notepad
- PSPad
- Programmer's Notepad
- Putra Writer
- Quanta Plus
- SCREEM
- Sublime
- TopStyle
- TextWrangler
- Vi
- Vim
- WeBuilder 2005
- Beerwin’s PlainHTML

## Szövegszerkesztők
- 602PC SUITE: 602Text
- AbiWord
- AppleWorks
- Microsoft Word
- OpenOffice.org Writer

## Web-alapú szerkesztők
- Accura Site CMS (weboldal)
- Website Wizard
- EditLive Online HTML Editor
- Joomla